# 제2차 고려-몽골 전쟁
제2차 고려-몽골 전쟁(第貳次高麗蒙古戰爭)은 1232년 살리타이가 이끄는 몽골 제국군이 고려를 재침해 일어난 전쟁이다. 살리타이가 김윤후에게 저격당해 작전 중 사망하여 몽골군은 퇴각했다.
고려는 비록 몽골과 강화를 하였으나 이는 고려의 본의가 아니었고 또 앞으로 몽골의 태도 여하를 몰라 당시의 집권자인 최우는 재추회의(宰樞會議)를 열어 강화 천도를 결정하고, 1232년(고종 19년) 음력 6월에 수도를 강도(江都 : 강화도)로 옮기고 장기 항전의 각오를 굳게 다졌다. 이는 몽골에 대하여 적의를 보인 것이므로 살리타는 7개월 만에 다시 대군을 이끌고 침입하여, 서경의 홍복원을 앞세워 개경을 함락하고 남경(南京 : 한양)을 공격한 다음 한강을 넘어 남쪽을 공략하였다. 
그러나 해전에 약한 몽골은 강화도를 치지 못하고 사신을 보내어 항복을 권고하였으나 응하지 않으므로 다시 남하하여 처인성(處仁城 : 용인)을 공격하다가 살리타는 고려의 김윤후에게 화살을 맞고 전사하였다. 대장을 잃은 몽골은 사기를 잃고 철수하였는데, 이때 부인사(符仁寺) 소장의 《고려대장경》 초조판(初彫板)이 불타 없어졌다. 한편 몽골의 철수에 기세를 올린 최우는 북계병마사 민희(閔曦)에게 가병(家兵) 3천을 주어 앞서 반역한 홍복원을 토벌하고, 가족을 사로잡고 북부 여러 주현(州縣)의 거의 대부분을 회복하였다.

## 참고 자료
- 이 문서에는 다음커뮤니케이션(현 카카오)에서 GFDL 또는 CC-SA 라이선스로 배포한 글로벌 세계대백과사전의 "고려 왕실과 원나라" 항목을 기초로 작성된 글이 포함되어 있습니다.